# مصطفى عبد الرحمن (مخرج)
مصطفى عبد الرحمن (من مواليد 1947م بمدينة مستغانم) مخرج وكاتب سيناريو ومصور وصحافي جزائري، أبدع في العديد من الأفلام الوثائقية التي تمس الجانب الإنساني والتاريخي بهدف المحافظة على الذاكرة ووتوريثها للأجيال وكذلك فك العزلة عن المناطق والأرياف التي تعاني من ظروف إقتصادية صعبة.

## سيرة
ولد عام 1947م بمدينة مستغانم وترعرع بالحي الشعبي المطمر، ثم التحق بمعهد التقنيات الزراعية ثم بديوان الإذاعة والتلفزيون الفرنسي ORTF وبمعهد لوميير بباريس. أخرج العديد من التقارير الإخبارية والأفلام الوثائقية.

## أعماله
- أرضنا من ذهب
- سد بني بهدل
- عبد الرحمن كاكي
- غد قيد الإنجاز
- كاسان محتشد الموت[6]
- كاكي[7]
- دونيس مارتيناز الفنان العربي
- براميل الموت[8]
- محرقة الظهرة [9][10]

في يونيو 2019، كشف عبد الرحمن أنه شرع بتصوير والتحضير لعمل سينمائي جديد حول الحراك الشعبي في السنة ذاتها، وذلك من خلال مشاركته في هذه المسيرات كل يوم جمعة، سيما وأنه كان يغير المدينة كل مرة حتى يجمع أكبر قدر من المشاهد من مختلف مناطق الجزائر.

## جوائز
نال المخرج مصطفى عبد الرحمن العديد من الجوائز أبرزها:
- 1993 جائزة اليونيسكو للتصوير.[13]
- 1997 الجائزة الكبرى للتصوير بالجزائر العاصمة.
- 2011 جائزة السيناريو للأفلام القصيرة بالعاصمة.
- في يونيو 2021، كرم النادي الفكري المستغانمي مصطفى عبد الرحمن ضمن 13 شخصية ثقافية وفنية اعترافا وتقديرا له بدوره وتاريخه الحافل بالإسهامات المحلية والوطنية.[14]